# Jerry Rubin
Jerry Rubin (14. července 1938 Cincinnati – 20. března 1994 Los Angeles) byl americký politický a sociální aktivista, jeden ze zakladatelů Youth International Party. Byl také čelním odpůrcem války ve Vietnamu. Napsal knihu DO IT!: Scénáře revoluce. V roce 1978 se oženil s Mimi Leonardovou, se kterou se v roce 1992 rozvedl. V 80. letech podnikal a během posledních let svého života se věnoval multilevel marketingu, zejména v oblasti trhu se zdravými potravinami. Zemřel v nemocnici v Los Angeles 20. března 1994 na následky zranění při autonehodě. Pohřeb se konal v Hillside Memorial Park.